# Borja Oubiña

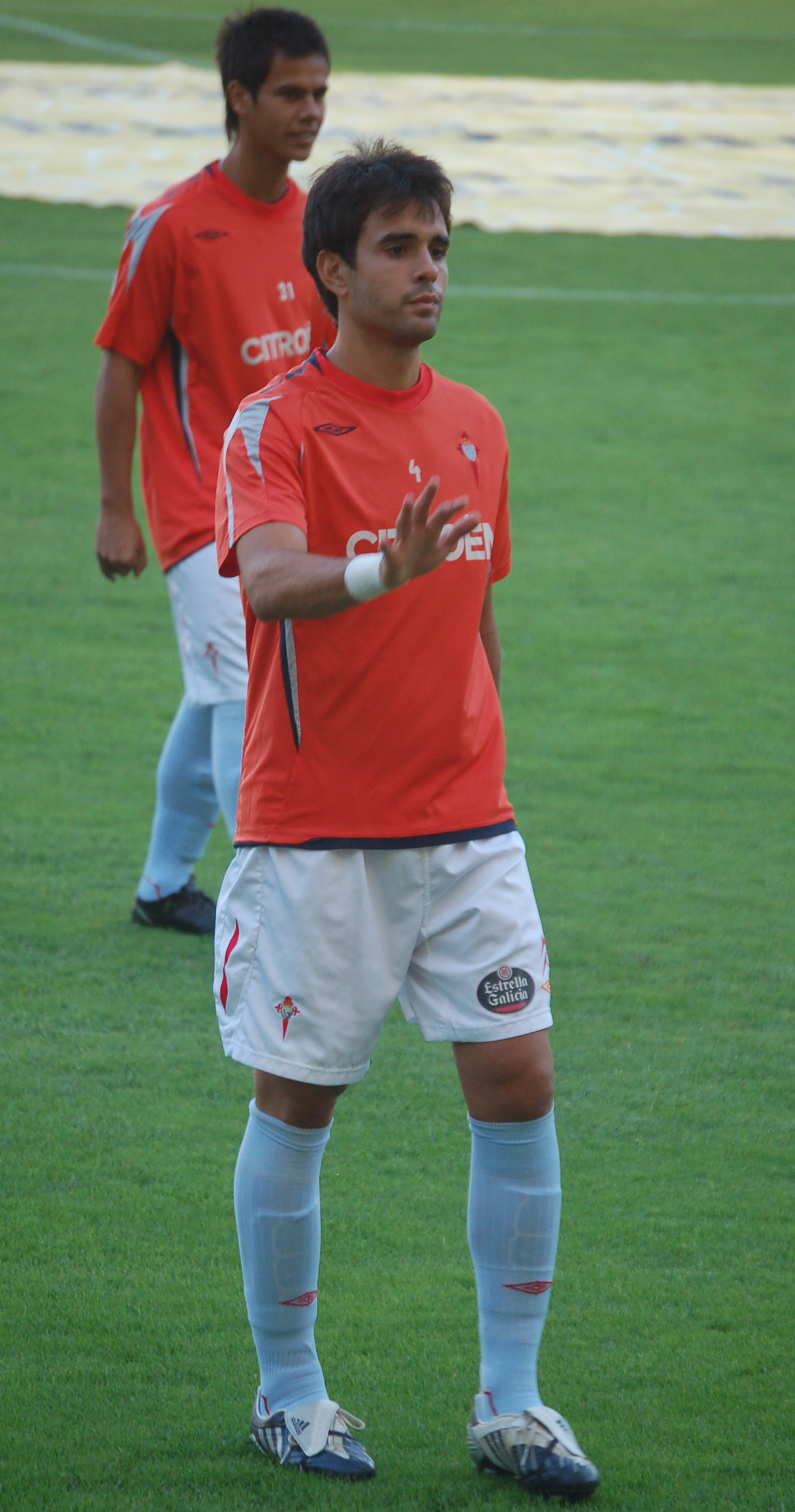

Borja Oubiña Meléndez est un footballeur espagnol, né le 17 mai 1982 à Vigo en Espagne. Il évoluait comme milieu défensif.

## Biographie
Le 21 mai 2015, il met un terme à sa carrière de joueur après plusieurs blessures.

## Palmarès
Vierge